# البراق (قطار فائق السرعة)
البراق هو قطار فائق السرعة في المغرب وهو من بين أسرع القطارات في العالم بسرعة تصل إلى 320 كم/ساعة، يُشرف على تشغيله المكتب الوطني للسكك الحديدية، ويربط بين طنجة والدار البيضاء، مُروراً بكل من القنيطرة، والرباط. وتبلغ سرعته 320 كلم/س بين طنجة والقنيطرة، ثم تنخفض إلى 160 كلم/س بين القنيطرة والدار البيضاء، وهو أول قطار فائق السرعة في إفريقيا. أُعلن عنه رسميًا في 15 نوفمبر 2018 من طرف الملك محمد السادس ورئيس فرنسا إيمانويل ماكرون.
وقد أَحدث قطار البُراق، منذ إطلاقه، تغييراً كبيراً بقطاع النقل السككي في المغرب، بفضل سرعته وما يوفره من سبل الراحة وتجربة السفر التي يقدمها. وحسب إحصائيات المكتب الوطني للسكك الحديدية فقد بلغ عدد المسافرين عبر قطارات البراق 3 ملايين مسافر إلى غاية سنة 2019.

## الاسم

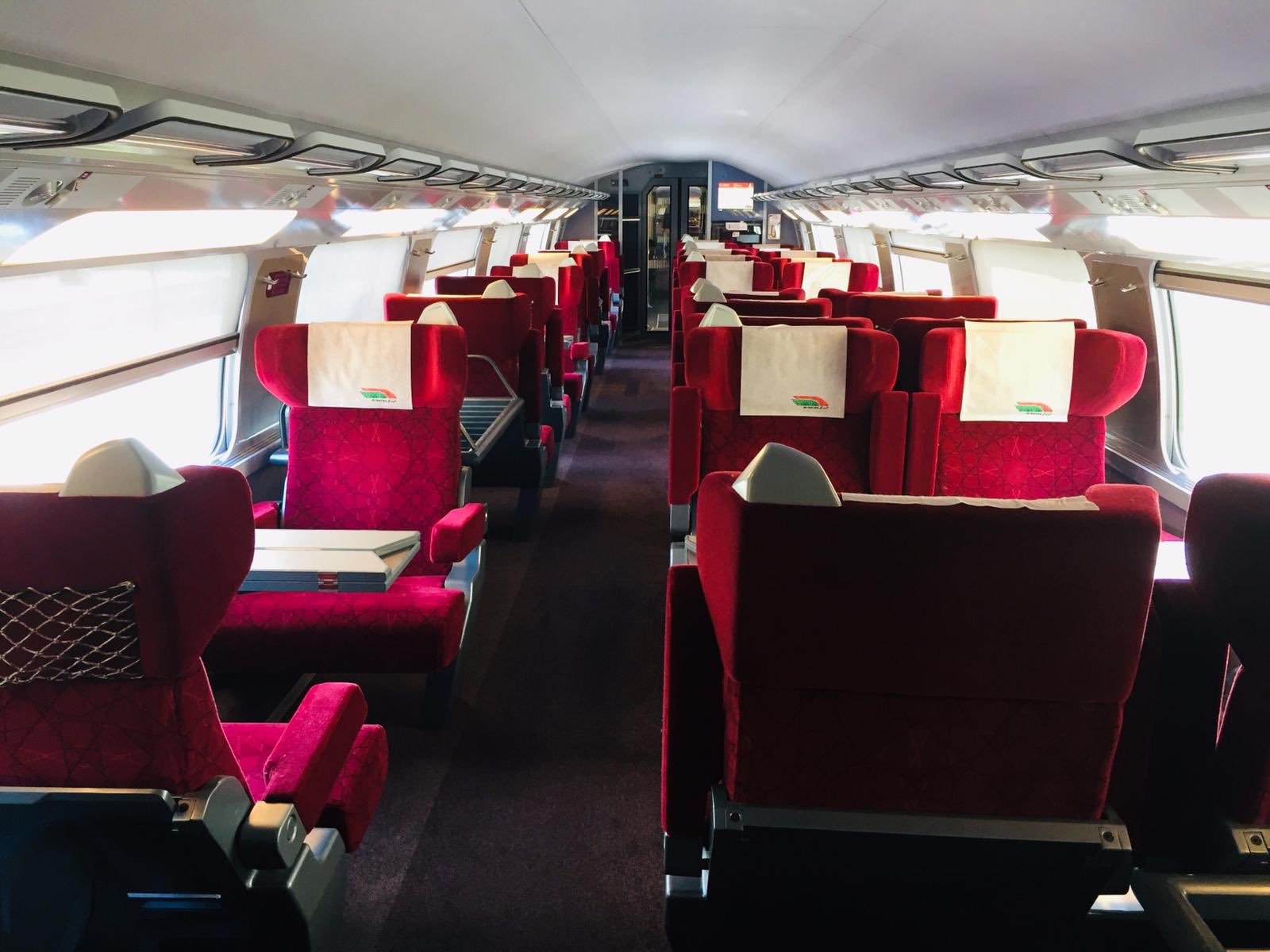
الدرجة الأولى في قطار البراق

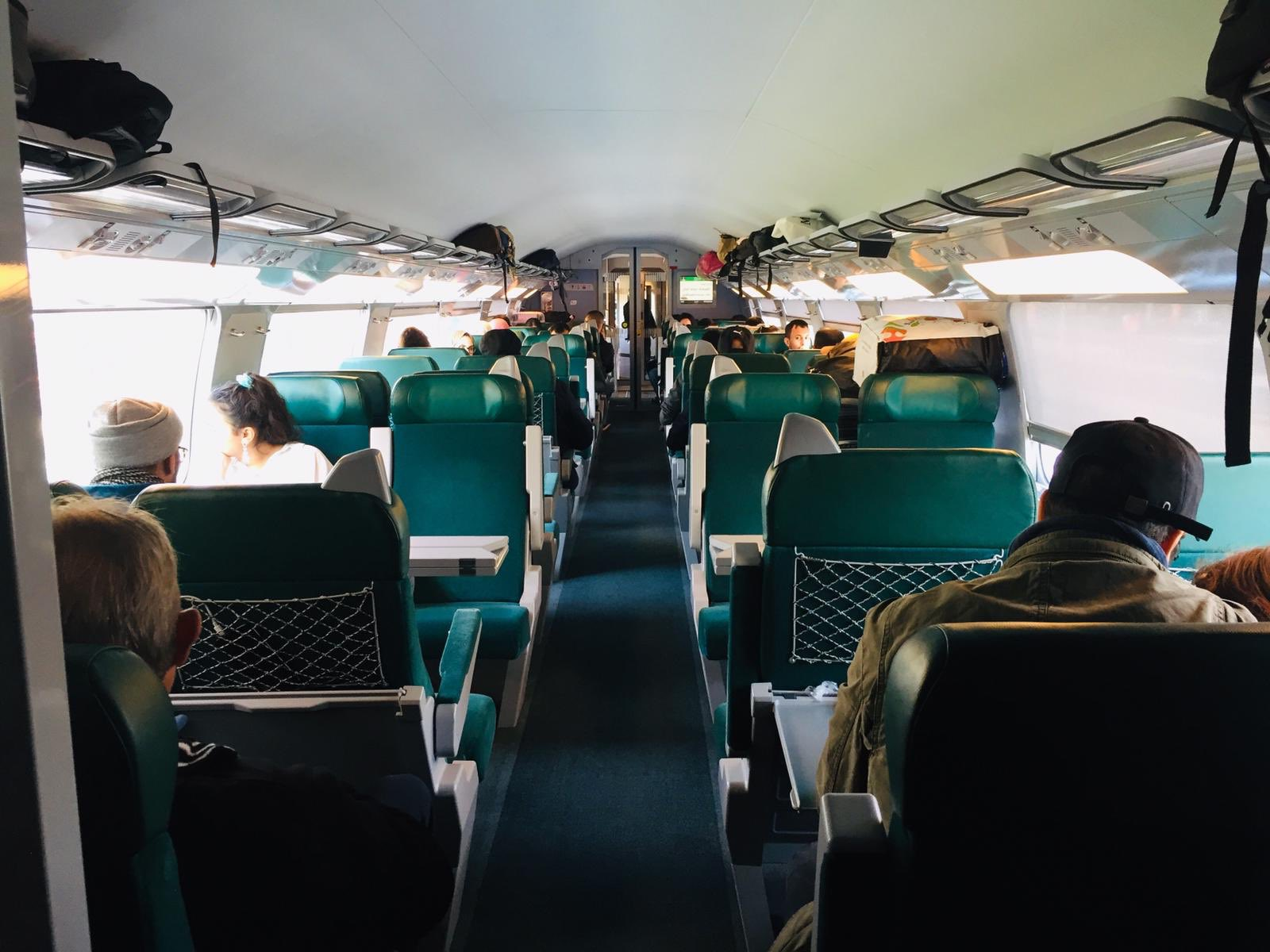
الدرجة الثانية في قطار البراق

دابّة من مخلوقات الله، يُعتقد أنها كانت مُخصّصة لكي يُحْمَل عليها الأنبياء، وقد ورد ذكرها في بعض الأحاديث النبوية في سيرة النبي محمد ﷺ. وحسب هذه الأحاديث فإنها حملت الرسول محمد ﷺ من مكة في الحجاز إلى المسجد الأقصى في بيت المقدس ليلة الإسراء والمعراج. وعند وصوله ربطها الرسول عند جدار يعرفه المسلمون بحائط البراق.

## التاريخ
قررت الحكومة المغربية الشُروع في بناء خط فائق السرعة وفق المخطط المديري لخطوط القطارات الفائقة السرعة الذي تقدم به المكتب الوطني للسكك الحديدية (ONCF) في سنة 2006، ويتعلق هذا المخطط ببناء 1500 كلم من الخطوط الفائقة السرعة في المغرب.
في سنة 2007، تم إعلان المشروع خلال زيارة رسمية للرئيس الفرنسي نيكولا ساركوزي إلى المغرب، حيث أعلن أن شركة ألستوم الفرنسية ستشارك في هذا المشروع.
في سنة 2011، أشرف الملك محمد السادس والرئيس الفرنسي نيكولا ساركوزي على إعطاء إنطلاقة أشغال إنجاز خط القطار فائق السرعة على طول 200 كلم.
في سنة 2015، أشرف الملك محمد السادس رفقة الرئيس الفرنسي فرانسوا هولاند على تدشين ورشة صيانة القطارات فائقة السرعة بحي امغوغة في طنجة. وتمتد هذه الورشة على مساحة 14 هكتارا، حيث أن 20 ألف متر مربع منها مخصصة للبنايات، وتشكل حلقة مهمة في مشروع الخط السككي فائق السرعة، كما أن موقعها على بعد كيلومترين من محطة القطار طنجة المدينة سيُمكن من تسهيل حركة تنقل القطارات بين المحطة والورشة، وسيتم بداخلها تركيب أجزاء القطارات التي يتم جلبها على شكل قطع، وكذا توفير مختلف مستويات صيانة القطارات فائقة السرعة.
في سنة 2017، تم تجرِبة القطار رفقة حضور وزير الخارجية الفرنسي آنذاك جان إيف لودريان.
في سنة 2018، أشرف الملك محمد السادس على تدشين قطار البراق الفائق السرعة رفقة الرئيس الفرنسي إيمانويل ماكرون، كما تم تدشين محطات خاصة بالقطارات فائقة السرعة وهي محطة الرباط أكدال ومحطة طنجة المدينة ومحطة القنيطرة ومحطة الدار البيضاء المسافرين. وبلغ عدد المسافرين عبر قطارات البراق 3 ملايين مسافر إلى غاية سنة 2019.
في أبريل/نيسان 2025، دشن المغرب انطلاقة أشغال إنجاز الخط السككي فائق السرعة الرابط بين مدينتي القنيطرة ومراكش الذي يبلغ طوله 430 كيلومترا بسرعة 350 كيلومترا في الساعة، ضمن برنامج لتعزيز البنية السككية بموازنة تقارب 10 مليارات دولار.
وسيمدد المغرب بهذا المشروع، الذي أشرف الملك المغربي محمد السادس على تدشينه من محطة الرباط أكدال، خط القطار فائق السرعة الذي يربط حاليا بين طنجة والقنيطرة ليصل إلى مراكش.  

## المدة الزمنية للرحلات
ساهم قطار البراق في تخفيض المدة الزمنية للرحلات من طنجة إلى الدار البيضاء، على الشكل التالي:
| من محطة طنجة المدينة إلى: |              |                                          |
| محطة                      | مدة قبل 2018 | مدة في 2018 (بعد دخول البراق إلى الخدمة) |
| القنيطرة                  | 3س15         | 47 د                                     |
| الرباط                    | 3س45         | 1س20                                     |
| الدار البيضاء             | 4س45         | 2س10                                     |

## الخدمات

### قاعة البراق

قاعة البراق.

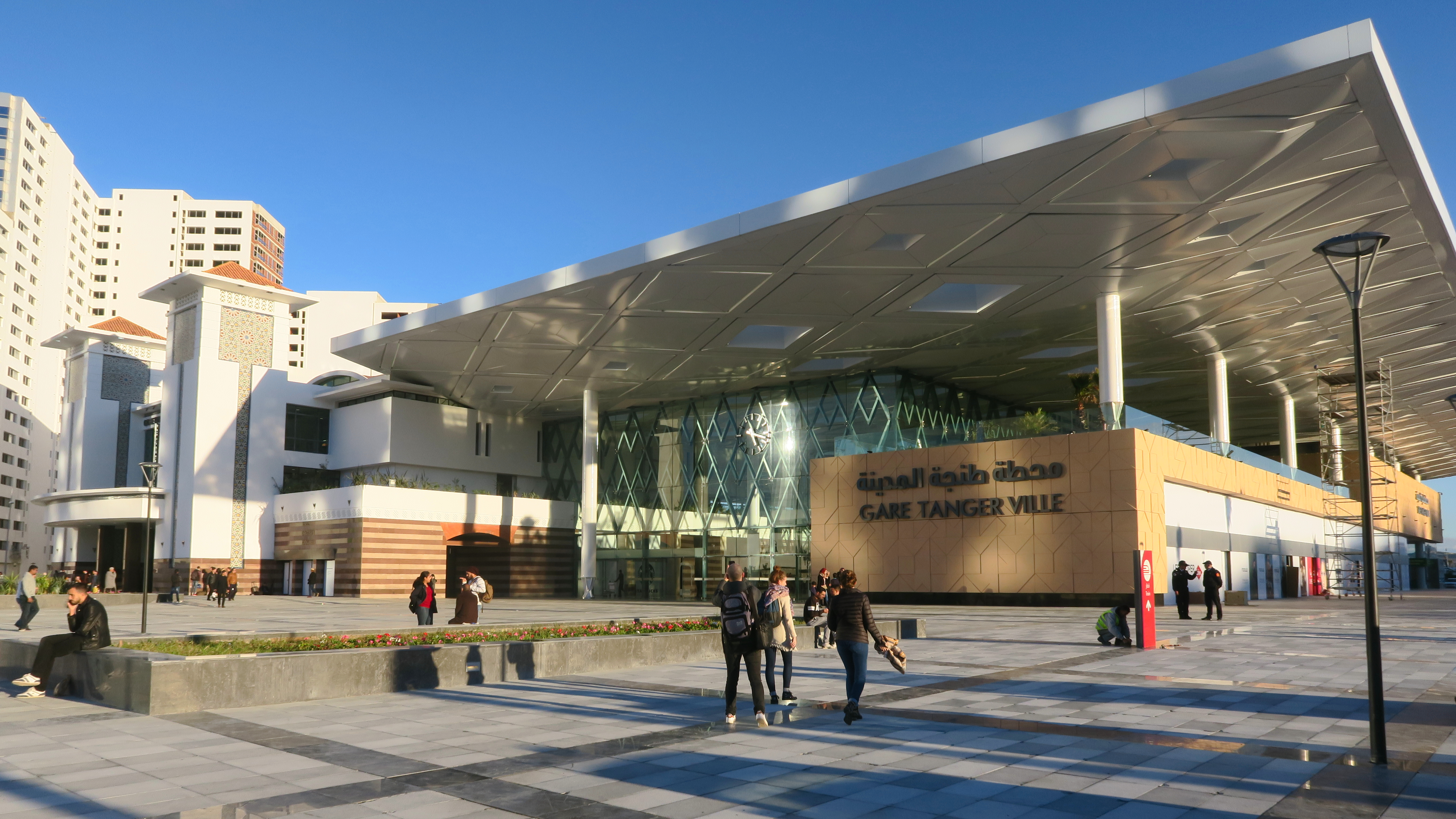
محطة طنجة المدينة.

تتيح تذكرة الدرجة الأولى الولوج إلى قاعة البراق في جميع محطات القطار، حيث يمكن للمسافرين الإستمتاع بمجموعة من المشروبات الساخنة والباردة وقراءة الصحف اليومية والمجلات والإستفادة من خدمة الواي فاي المجانية.

### المقصف
يوجد مقصف داخل قطار البراق، وهو يقدم وجبات ومشروبات للزبناء، وتتراوح أسعار الوجبات من 29 درهم بالنسبة لوجبة الإفطار، و45 درهم بالنسبة لوجبة البيتزا، أما السندويتشات فتبتدأ أسعارها من 27 درهم، والمشروبات الساخنة من 8 دراهم، والمشروبات الغازية الباردة بـ 12 درهم.

### البطاقات
يضع المكتب الوطني للسكك الحديدية رهن إشارة الزبناء الذين يسافرون بشكل كبير أو بشكل يومي على متن قطارات البراق، كالمهنيين والطلاب، بطاقات للإشتراك تناسب إحتياجاتهم، ومن بين هذه البطاقات:
- بطاقة البراق ديما: وهي متوفرة حسب اختيار السفر والمدة المناسبة للمسافر: شهر واحد أو ثلاث أشهر أو ستة أشهر أو سنة، وتختلف أسعار هذه البطاقة، حسب الوجهة والدرجة المختارة ومدة الاشتراك. ويمكن استخدام هذه البطاقة للقيام برحلات بدون حدود. ويبلع سعر الاشتراك فيها على سبيل المثال من طنجة إلى الدار البيضاء، في الدرجة الثانية، 5990 درهم لمدة شهر واحد.
- بطاقة البراق فيفتي: وهي متوفرة لمدة ثلاثة أشهر أو ستة أشهر أو سنة كاملة، وتختلف أسعارها حسب الوجهة والدرجة المختارة ومدة الاشتراك. ويبلغ سعر الاشتراك بهذه البطاقة على سبيل المثال، من طنجة إلى الدار البيضاء، في الدرجة الثانية، 2250 درهم لمدة ثلاثة أشهر. وتمنح هذه البطاقة لزبنائها تخفيضاً على تذاكر القطار بقيمة 50 %.

كما تسمح هذه البطاقات للزبناء الذين يتوفرون عليها، الإستفادة مجاناً من مواقف السيارات الموجودة في محطات القطار.

### أسعار التذاكر

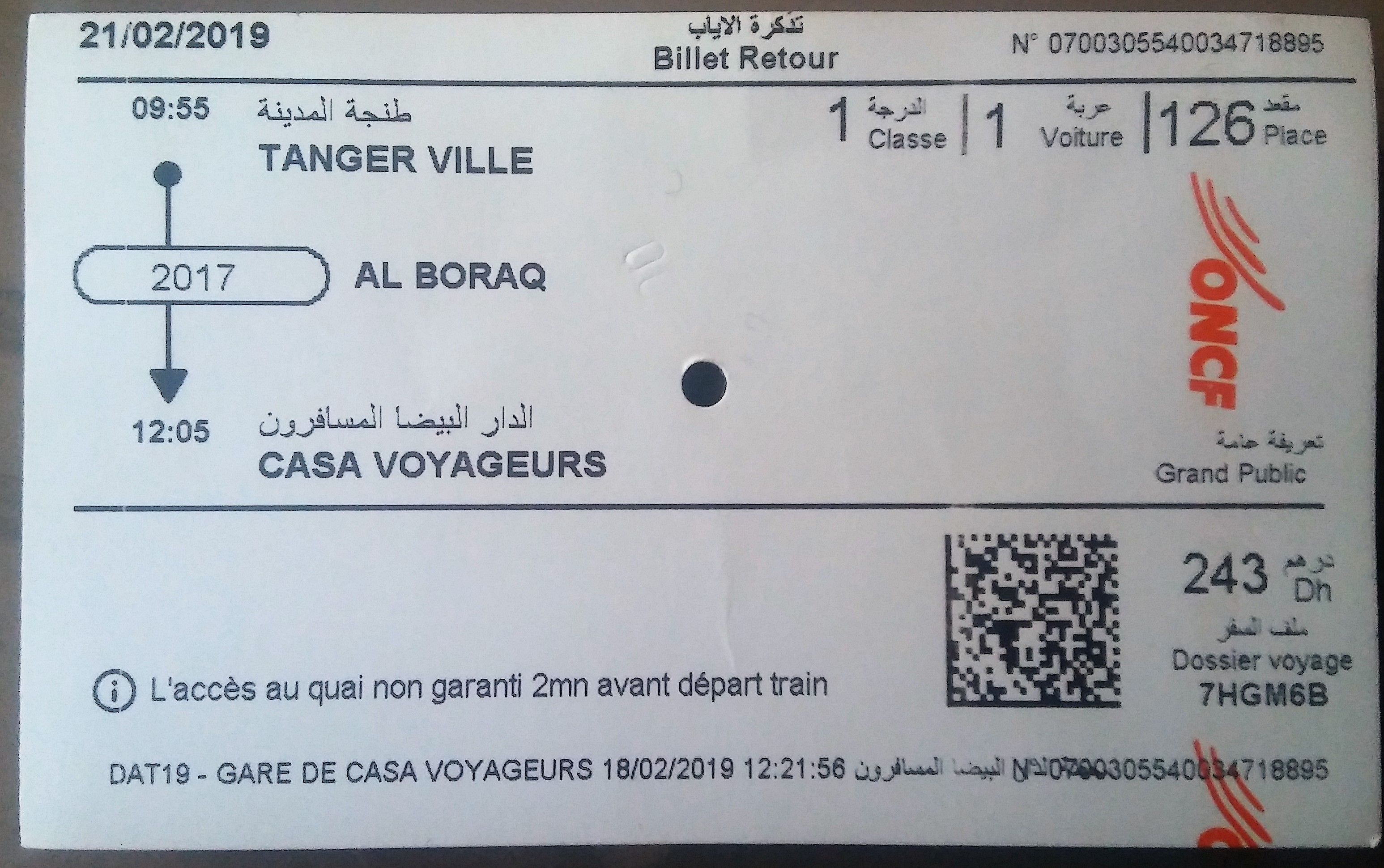
نموذج لتذكرة قطار البراق من محطة طنجة المدينة إلى محطة الدار البيضاء المسافرين

يمكن شراء تذاكر قطار البراق من الموقع الإلكتروني للمكتب الوطني للسكك الحديدية أو من شبابيك محطات القطار أو من الموزعات الآلية للتذاكر، وكلما حجز المسافر تذكرته مسبقًا، قبل تاريخ سفره، كلما حصل على تخفيض وسعر أفضل بالنسبة للدرجة الثانية، أما سعر الدرجة الأولى فيبقى هو نفسه.
| سعر التذاكر في الفترة العادية من محطة طنجة المدينة إلى: |                                 |                                 |                            |                            |
| محطة                                                    | سعر التذكرة في قطار البراق      | سعر التذكرة في قطار البراق      | سعر التذكرة في قطار البراق | سعر التذكرة في قطار البراق |
|                                                         | عند الحجز مسبقا قبل تاريخ السفر | عند الحجز مسبقا قبل تاريخ السفر | عند الحجز في نفس يوم السفر | عند الحجز في نفس يوم السفر |
|                                                         | الدرجة الأولى                   | الدرجة الثانية                  | الدرجة الأولى              | الدرجة الثانية             |
| محطة القنيطرة                                           | 199 درهم                        | 116 درهم                        | 199 درهم                   | 128 درهم                   |
| محطة الرباط أكدال                                       | 234 درهم                        | 143 درهم                        | 234 درهم                   | 157 درهم                   |
| محطة الدار البيضاء المسافرين                            | 299 درهم                        | 187 درهم                        | 299 درهم                   | 206 درهم                   |

## الأسطول والتجهيزات

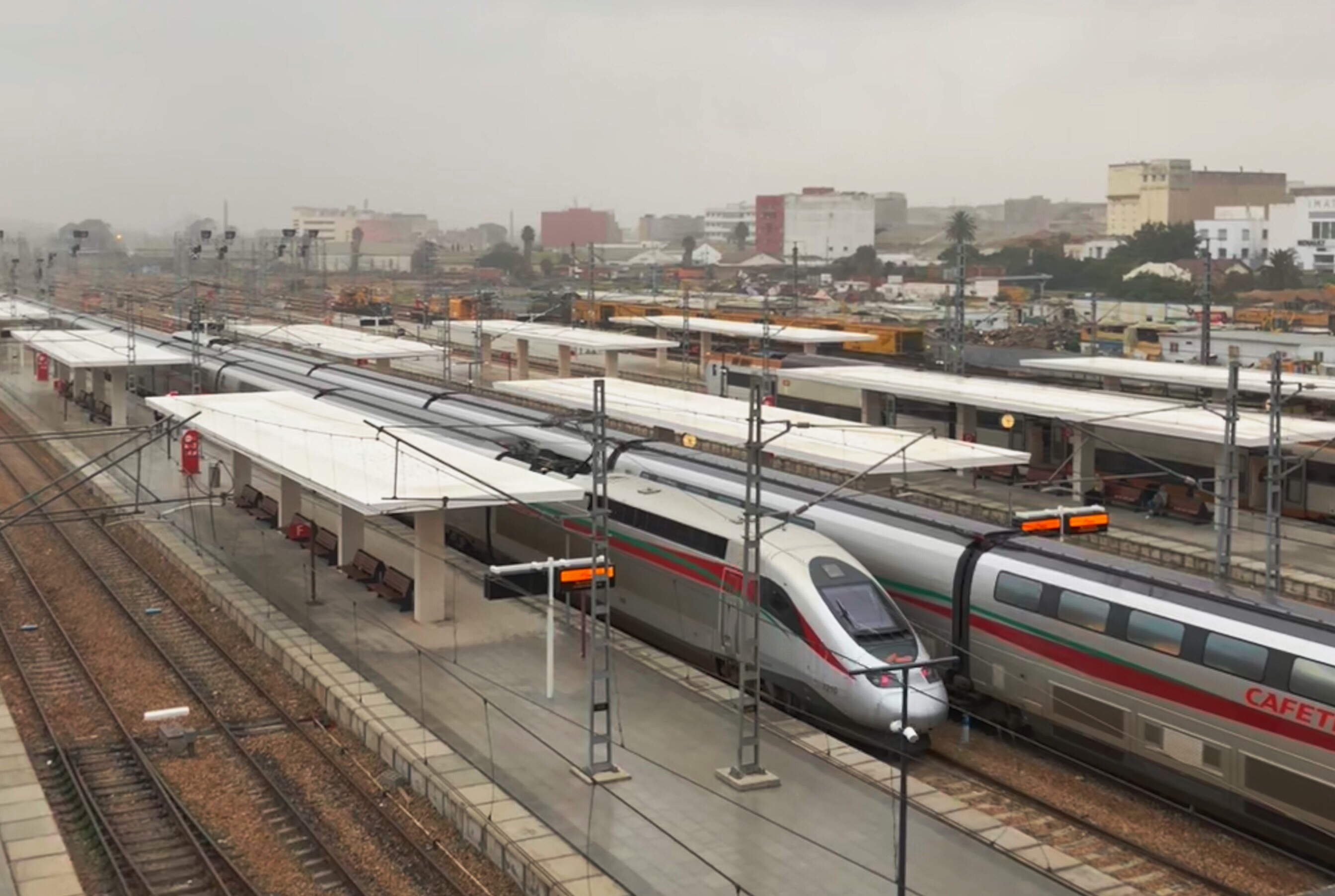
صورة لقطارات البراق وهي متوقفة في محطة الدار البيضاء المسافرين

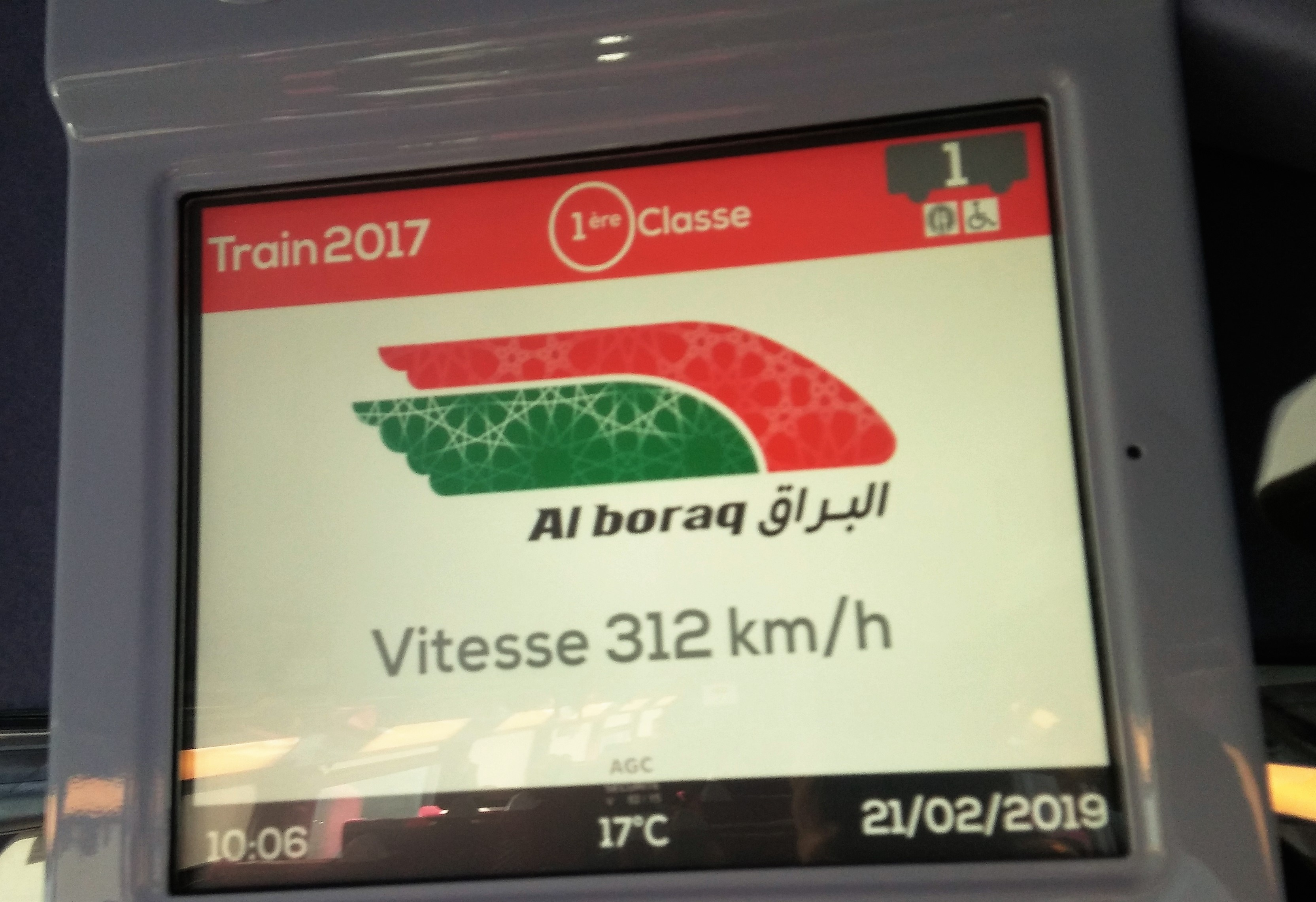
شاشة داخل قطار البراق توضح سرعة القطار، والمحطات التي سيمر منها

يتكون أسطول قطارات البراق من طراز قطارات يورو ديبليكس التي تقوم بإنتاجها وتطويرها شركة ألستوم الفرنسية. وهي قطارات ذات طبقين، وكل واحد منها يتسع إلى 533 مسافر، ويتكون كل قطار من 8 عربات: عربتين للدرجة الأولى، وعربة مخصصة للمقصف، وخمس عربات للدرجة الثانية. وجميع هذه القطارات مزودة بأحدث التقنيات في مجال راحة المسافرين وكما تتوفر على جزء خاص يسمح للركاب من ذوي الإحتياجات الخاصة بولوج سهل للقطار. وتتوفر هذه القطارات أيضا على أنظمة معلومات رقمية باللغتين العربية والفرنسية لإخبار الركاب بسرعة القطار والمحطات التي يعبرها.
مقصورات الدرجة الثانية مزودة بمقعدين في كل جانب، أما مقصورات الدرجة الأولى فهي مزودة بمقعدين من جانب واحد، وبمقعد واحد فقط من الجانب الآخر، وذلك لتوفير راحة أكبر لمسافري الدرجة الأولى، خصوصًا وأن سعر هذه الدرجة مرتفع مقارنة مع سعر الدرجة الثانية. وجميع المقاعد في الدرجتين الأولى والثانية، تتوفر على أماكن لشحن الأجهزة الإلكترونية (كالهواتف والحواسيب).

## حوادث
- 4 ديسمبر 2018: توفي رجل دهسه قطار البراق حين كان يجتاز سكة القطار. وقع الحادث بالقرب من عين عتيق خلال رحلة القطار من محطة الدار البيضاء المسافرين إلى محطة طنجة المدينة.[19]
- 14 ديسمبر 2018: قام رجل بالانتحار عن طريق إلقاء نفسه أمام قطار البراق بين سيدي اليماني وأقواس بريش، وتعتبر هذه الحادثة هي الثانية في أقل من شهر بعد الحادثة الأولى.[20]
- 27 يونيو 2020: أقدم مواطن مغربي على الإنتحار بعدما قام باقتحام المدار السككي وألقى بنفسه أمام قطار البراق بين طنجة المدينة وأقواس بريش، وتوفي المواطن على الفور.[21]

## انظر ايضاُ
- سكة حديد طنجة القنيطرة (عالية السرعة)